# 柔道整復師教員
柔道整復師教員は、柔道整復師の養成施設（専修学校等）において柔道整復学の学理や実技の教授を担当する。柔道道整復師学校養成施設指定規則 に規定される。

## 資格
- 柔道整復師教員には専科教員と本科教員の2種類がある。
- 昭和58年度を最後に本科教員[2] の新規養成は行われていない。
- 専科教員となる資格は、柔道整復師としての実務経験が3年以上の者[3] であって、厚生労働大臣の指定する柔道整復師専科教員認定講習会を修了することで取得[4] することができる。
- 専科教員は、柔道整復師養成施設で柔道整復に関わる専門基礎科目の一部及び専門科目の全部[5] を教授することができる。

## 専科教員講習会
- 厚生労働大臣の指定を受けた柔道整復師専科教員認定講習会は、公益社団法人全国柔道整復学校協会によって実施される。
- 例年6月下旬から11月上旬頃にかけて、東日本会場と西日本会場に分かれて行われる。
- 講習会受講試験に合格した者が受講できる。
- 講習会の終盤に修了試験（四肢択一マークシート方式で100問）が行われる。
- 規定の講習を受講し、修了試験の合格をもって修了とされる。

### 講習科目
総数228時間 行われる。
- 教職教育科目（総数68時間）
  - 教育原理（24時間）
  - 教育心理（24時間）
  - 教育方法（12時間）
  - 教育行政（8時間）
- 専門基礎科目（総数88時間）
  - 人体構造と機能
    - 解剖学・運動学（12時間）
    - 生理学（8時間）

  - 疾病と障害
    - 病理学概論（4時間）
    - 衛生学（2時間）
    - 一般臨床医学（12時間）
    - 外科学概論（8時間）
    - 整形外科学（12時間）
    - リハビリテーション医学（8時間）

  - 保健医療福祉と柔道整復の理念 
    - 公衆衛生学（2時間）
    - 医学史（4時間）
    - 医事制度（12時間）
    - 柔道（4時間）

  - 専門科目（総数72時間）
    - 柔道整復学（理論・実技）（64時間）
    - 教育実習及び実技（8時間）

### 講習会受講資格
- 講習会を受講するには、公益社団法人全国柔道整復学校協会が実施する柔道整復師専科教員認定講習会受講試験に合格しなければならない。

### 受講試験
- この試験は講習会を受講するために必要な試験である。
- 受験資格は柔道整復師としての実務経験が5年以上の者である。脚注参照
- 例年6月上旬の日曜日に東日本会場と西日本会場に分かれて行われる。

### 受講試験の科目
- 柔道整復学（30問）
- 解剖学（10問）
- 関係法規（10問）
  - 試験は四肢択一のマークシート方式

## 取得後
- 講習会修了後は医師と並び、養成施設の専任教員となる資格を有する。
- 受講生の多くは受講前よりなんらかの形で学校教育に関与している。よってその勤務先にそのまま専任教員として奉職することが多いが、中には施術所を開業、または施術所などに勤務しながら養成施設の外部講師、非常勤講師として学生の指導を行う者もいる。